# Stanisław Cebrat
Stanisław Cebrat (ur. 28 listopada 1945 w Kamienniku, zm. 26 września 2020) – polski biolog, specjalizujący się w genetyce, nauczyciel akademicki.

## Życiorys
Studia wyższe ukończył na Wydziale Nauk Przyrodniczych Uniwersytetu Wrocławskiego, uzyskując w 1968 roku tytuł magistra biochemii. W tym samym roku podjął studia doktoranckie w Instytucie Immunologii i Terapii Doświadczalnej im. Ludwika Hirszfelda Polskiej Akademii Nauk we Wrocławiu, które ukończył w 1971 roku otrzymując stopień doktora nauk przyrodniczych po przedstawieniu pracy pt. Izolacja wysokocząsteczkowego DNA z krętków i próby transformacji w obrębie Treponema. Po uzyskaniu stopnia naukowego doktora kontynuował pracę w Instytucie Immunologii i Terapii Doświadczalnej PAN zajmując się genetyczną i molekularną charakterystyką plazmidów.
Od 1979 roku swoją działalność naukową oraz dydaktyczną związał z Instytutem Mikrobiologii Uniwersytetu Wrocławskiego. Stopień naukowy doktora habilitowanego nauk biologicznych uzyskał w 1999 roku na Uniwersytecie Wrocławskim na podstawie rozprawy pt. Analiza właściwości kodujących genomów. Na stanowisko profesora nadzwyczajnego Uniwersytetu Wrocławskiego został mianowany w 2000 roku. Rok później uzyskał tytuł profesora nauk biologicznych.
W Instytucie Mikrobiologii UWr stworzył pracownię bioinformatyczną. Po powstaniu Wydziału Biotechnologii UWr w 2006 roku po podziale Wydziału Nauk Przyrodniczych został kierownikiem nowo utworzonego w miejsce Instytutu Mikrobiologii, Zakładu Genomiki. Był także członkiem Senatu Uniwersytetu Wrocławskiego. W latach 1990–1994 zasiadał w Radzie Miejskiej we Wrocławiu I kadencji, gdzie pełnił funkcję przewodniczącego Komisji Zdrowia Rady Miejskiej i Sejmiku Samorządowego Województwa Wrocławskiego. Zorganizował wówczas Wrocławską Szkołę AIDS.
Był członkiem Rady Społecznej przy Arcybiskupie Metropolicie Wrocławskim.

## Dorobek naukowy
Jego zainteresowania dotyczyły przede wszystkim zmienności genetycznej bakterii warunkowanej przez plazmidy. Zajmował się analizą genomów i ich strukturą w aspekcie ewolucyjnym oraz dynamiką populacji. Jego dorobek naukowy z tego zakresu liczy ponad 120 prac, ponad 30 publikacji elektronicznych oraz około 150 wykładów konferencyjnych. Poczynając od 1990 roku, prace te były publikowane w czasopismach naukowych takich jak: „Microbial & Comparative Genomics”, „Nucleic Acid Research”, „Genome Research” czy „International Journal of Modern Physics”.

## Naprotechnologia
Był przeciwnikiem metody zapłodnienia in vitro oraz zwolennikiem i propagatorem naprotechnologii.